# شبکه فیبرنوری جهانی
شبکه فیبرنوری جهانی یا فلگ (به انگلیسی: FLAG، مخفف Fiber-Optic Link Around the Globe) یک شبکه از کابل‌های ارتباطی زیردریایی به طول ۲۸٬۰۰۰ کیلومتر است که بسیاری از کشورهای جهان را به هم مرتبط می‌کند.

## پیوستن ایران به فلگ
بر اساس قرارداد فالکون که در سال ۱۳۸۸ منعقد شد ایران توسط پروژه فالکون به فلگ متصل و ۱۵ سال بعد و تا سال ۱۴۰۳ به طور مستقیم به این شبکه خواهد پیوست.